# Poppendorfer Wald
Poppendorfer Wald ist ein Waldgebiet und eine Gemarkung. Sie liegt im Gemeindegebiet von Ahorntal im Landkreis Bayreuth (Oberfranken, Bayern). Die Gemarkung hat eine Fläche von 3,114 km² und ist in 13 Flurstücke aufgeteilt, die eine durchschnittliche Flurstücksfläche von 239.513,24 m² haben. Benachbarte Gemarkungen sind Körzendorf im Westen, Glashüttener Forst im Norden, Hinterkleebach im Osten und Poppendorf im Süden.

## Bodendenkmäler
- Höhensiedlung der Urnenfelderzeit